# Waimeamea (fleuve)
Le fleuve Waimeamea  (en anglais : Waimeamea River) est un cours d’eau de la région du Southland dans le Sud de l’Île du Sud de la Nouvelle-Zélande.

## Géographie
Il prend naissance dans la chaîne de ’Longwood‘ et s’écoule vers le sud-est pour se jeter dans la Baie de ‘Te Waewae’ au nord de la ville d’Orepuki.